# Portada/efemèride desembre 16
Vista del Museu Nacional d'Art de Catalunya
« 15 de desembre · 16 de desembre · 17 de desembre »